# Welt am Sonntag
Welt am Sonntag, (Le Monde du dimanche), est l'édition dominicale du quotidien Die Welt.

## Ligne éditoriale
Tout comme l'édition quotidienne, la ligne éditoriale du Welt am Sonntag est conservatrice.

## Historique
Le journal est créé en 1948, deux ans après la création du quotidien Die Welt.